# Po čem animované ženy touží
Po čem animované ženy touží (v anglickém originále What Animated Women Want) je 17. díl 24. řady (celkem 525.) amerického animovaného seriálu Simpsonovi. Scénář napsal J. Stewart Burns a díl režíroval Steven Dean Moore. V USA měl premiéru dne 14. dubna 2013 na stanici Fox Broadcasting Company a v Česku byl poprvé vysílán 1. srpna 2013 na stanici Prima Cool.

## Děj
Homer a Marge mají schůzku v luxusní suši restauraci. Marge je nadšená, že si může popovídat s „dospělými lidmi“, protože děti nejsou s nimi, ale Homera zajímá jen jídlo. Marge, rozzuřená jeho chováním, odejde z restaurace. Znepokojený Homer se snaží vyřešit své problémy s ní tím, že dokončí seznam úkolů z peněženky, jejž mu Marge dala. Ta je ale zklamaná, protože seznam je z doby před šesti lety. Homer se vrací do japonské restaurace a šéfkuchař mu dává rady ohledně vztahů. Homer si také vezme z restaurace domů nějaké jídlo a nabídne ho Marge. Ta je téměř ohromena, ale vzápětí je opět nešťastná, když Homer jídlo sám sní. Homer si není jistý, co má dělat, a tak jde do Vočkovy hospody a promluví si s Vočkem o svých manželských problémech. Vočko navrhne, že ji získá zpět tím, že ji bude vzrušovat sexem, konkrétně sadomasochistickým sexem z filmu Padesát odstínů šedi. Homer jde do místního sexshopu, kde nakoupí řadu různých sexuálních pomůcek. Když Marge ukáže, co všechno si koupil, je zmatená. Homer si omylem sedne na jednu z pomůcek a zraní se. Je převezen do nemocnice a během ošetřování se usmíří. Poté se vrátí domů a zapálí všechny sexuální pomůcky. Marge přiznává, že na něj byla příliš tvrdá, protože říká, že ať se stane cokoli, pokusí se vše napravit. 
Milhouse mezitím sedí s Bartem v jídelně Springfieldské základní školy. Dívá se na Lízu a doufá, že za ním přijde. Začne se k němu přibližovat a on se začne těšit, ale vzápětí zjistí, že přišla ke stolu jen proto, aby Bartovi řekla, že jim Marge popletla obědy. Posléze se zeptá Milhouse, jestli může sníst jeho muffin. Milhouse, který právě zhlédl Tramvaj do stanice Touha kvůli třídnímu úkolu, na sebe vezme osobnost Marlona Branda, chová se k ní hrubě a odmítavě a odmítne i její žádost o muffin. Tím si získá Lízin respekt. Je zmatený, proč jeho nová taktika funguje, a pokračuje v ní, aby si udržel Lízin zájem. Hledá odpovědi na otázku, zdali je v pořádku předstírat, že je někým, kým není, a osloví školní poradkyni (Wanda Sykesová). Než mu stihne odpovědět, obdrží telefonát, který jí oznamuje, že byla propuštěna. Šokovaná poradkyně řekne Milhouseovi, že by měl dál předstírat, že je tím, kým není, protože jeho běžná osobnost je nudná. S pocitem, že se zpronevěřuje své postavě, hodí Líze do okna muffiny. Omluví se za to, že předstírá, že je někým, kým není, a ona se cítí šťastnější.

## Přijetí

### Hodnocení
Epizoda získala v demografické skupině diváků ve věku 18–49 let rating 1,8 a sledovalo ji celkem 4,11 milionu diváků. Tím se stala třetím nejsledovanějším pořadem v rámci bloku Animation Domination stanice Fox v ten večer, když porazila seriály The Cleveland Show a Bobovy burgery, ale prohrála jak s Americkým tátou s 4,23 miliony diváků, tak s Griffinovými s 5,02 miliony.

### Přijetí kritiky
Díl získal od kritiků smíšené hodnocení.
Robert David Sullivan z The A.V. Clubu dal dílu hodnocení C+, když řekl: „Jedná se o roztříštěnou epizodu se spoustou popkulturních odkazů, ale malým komickým nábojem.“. Teresa Lopezová z TV Fanatic dala epizodě 3,5 hvězdičky z 5: „Navzdory vtipným postřehovým gagům a zábavným citacím Simpsonových jsem měla pocit, že humor dílu byl podkopán podivným vyprávěním. Přišlo mi zbytečné jako rámovací zařízení, protože příběhu nic nepřidalo.“.
Rob H. Dawson z TV Equals řekl: „Díl Po čem animované ženy touží týkající se sushi restaurace mi také připadal líný, míchal dohromady asijské stereotypy a jakousi nejasnou představu o nevychovaných luxusních restauracích do nepříliš vtipné kaše, přičemž jediným vrcholem byl alternativní vesmír, ve kterém se anime kousky sushi vydávají na dobrodružství do střev Spasitele, což se mi vlastně líbilo, jeden kousek něčeho zábavného uprostřed jinak nevýrazných Simpsonových.“.